# Reason to Live
„Reason to Live“ je píseň americké rockové skupiny Kiss vydaná na albu Crazy Nights. Píseň napsali Paul Stanley a Desmond Child. Jde o baladu s výrazným zvukem kláves. Píseň se umístila na 34. místě v Billboard a na 64. místě v Billboard Hot 100

## Sestava
- Paul Stanley – zpěv, rytmická kytara
- Gene Simmons – zpěv, basová kytara
- Bruce Kulick – sólová kytara
- Eric Carr – zpěv, bicí, perkuse